# 東経135度線
東経135度線（とうけい135どせん）は、本初子午線面から東へ135度の角度を成す経線である。北極点から北極海、アジア、太平洋、オーストラレーシア、インド洋、南極海、南極大陸を通過して南極点までを結ぶ。特に日本においては、標準時を算出する際の基準とする子午線にも指定された経緯がある（後述）。
東経135度線は西経45度線と共に大円を形成する。

## 通過する地域一覧
東経135度線は、北極点から南極点まで南に向かって以下の場所を通っている。
| 地理座標                                               | 国土・領土・領海 | 備考 |
| ------------------------------------------------------ | ---------------- | --- |
| 北緯90度0分 東経135度0分 / 北緯90.000度 東経135.000度  | 北極海           | |
| 北緯76度40分 東経135度0分 / 北緯76.667度 東経135.000度 | ラプテフ海       | |
| 北緯71度30分 東経135度0分 / 北緯71.500度 東経135.000度 | ロシア           | ハバロフスクのすぐ西を通過する。 |
| 北緯43度27分 東経135度0分 / 北緯43.450度 東経135.000度 | 日本海           | |
| 北緯35度41分 東経135度0分 / 北緯35.683度 東経135.000度 | 日本             | 本州 — 京都府 — 兵庫県（北緯35度32分 東経135度0分 / 北緯35.533度 東経135.000度から） — 京都府（北緯35度23分 東経135度0分 / 北緯35.383度 東経135.000度から） — 兵庫県（北緯35度17分 東経135度0分 / 北緯35.283度 東経135.000度から） |
| 北緯34度39分 東経135度0分 / 北緯34.650度 東経135.000度 | 明石海峡         | |
| 北緯34度36分 東経135度0分 / 北緯34.600度 東経135.000度 | 日本             | 淡路島 — 兵庫県 |
| 北緯34度33分 東経135度0分 / 北緯34.550度 東経135.000度 | 大阪湾           | |
| 北緯34度17分 東経135度0分 / 北緯34.283度 東経135.000度 | 日本             | 沖ノ島 (和歌山市加太) — 和歌山県 |
| 北緯34度16分 東経135度0分 / 北緯34.267度 東経135.000度 | 紀伊水道         | |
| 北緯33度52分 東経135度0分 / 北緯33.867度 東経135.000度 | 太平洋           | ヌンホル島のすぐ東を通過する Num島のすぐ西を通過する |
| 南緯3度19分 東経135度0分 / 南緯3.317度 東経135.000度   | インドネシア     | ニューギニア島 |
| 南緯4度20分 東経135度0分 / 南緯4.333度 東経135.000度   | アラフラ海       | アルー諸島のすぐ東を通過する |
| 南緯12度13分 東経135度0分 / 南緯12.217度 東経135.000度 | オーストラリア   | ノーザンテリトリー 南オーストラリア州（南緯26度0分 東経134度59分 / 南緯26.000度 東経134.983度から） |
| 南緯33度44分 東経135度0分 / 南緯33.733度 東経135.000度 | インド洋         | オーストラリア当局は当海域が南極海の一部である旨を主張している |
| 南緯66度0分 東経135度0分 / 南緯66.000度 東経135.000度  | 南極海           | |
| 南緯65度21分 東経135度0分 / 南緯65.350度 東経135.000度 | 南極大陸         | オーストラリア南極領土<<南極における領有権主張 |

## 日本標準時との関係

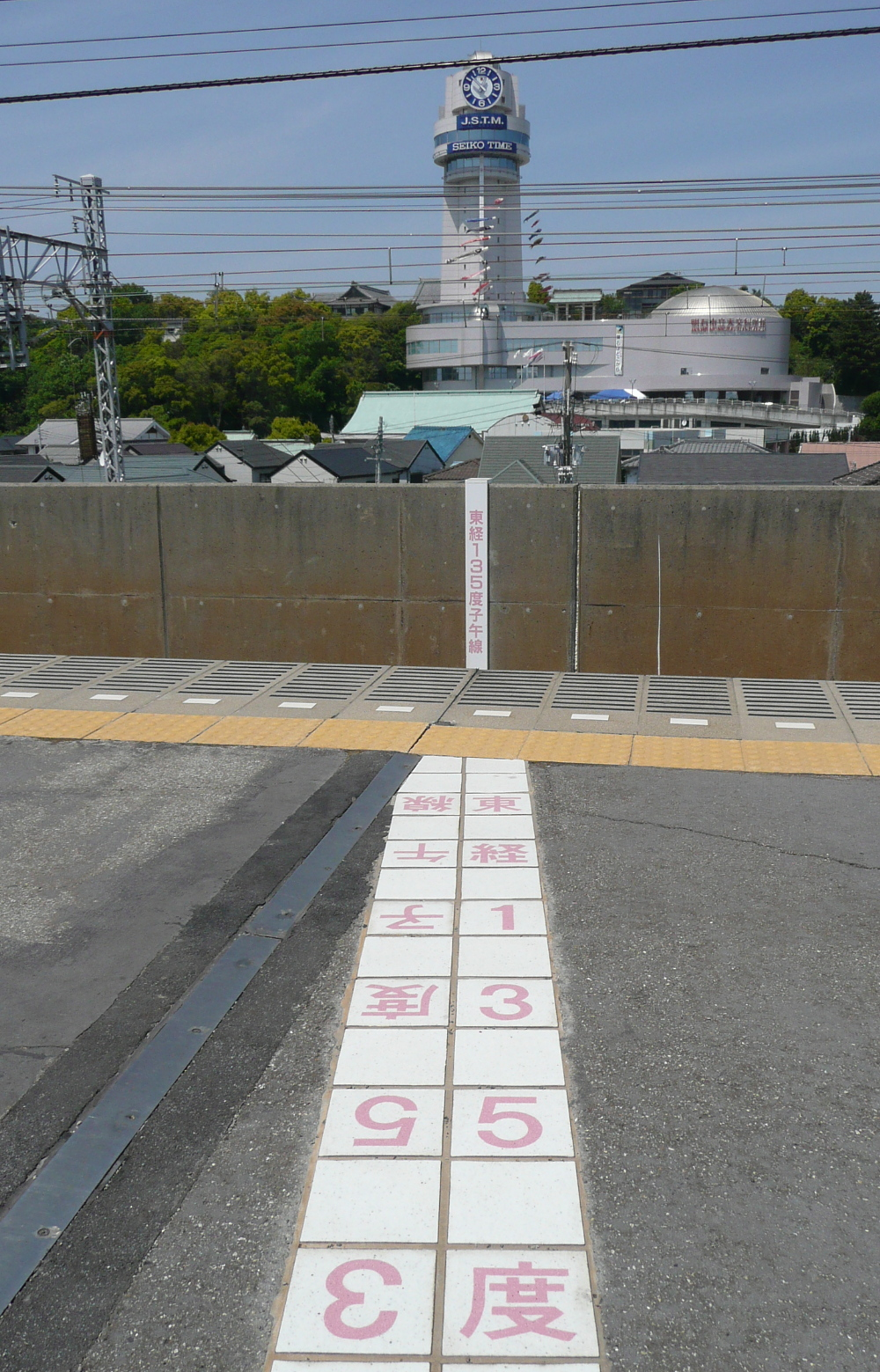
明石市立天文科学館と人丸前駅構内には東経135度線が通っている。

1886年（明治19年）7月13日に明治政府が発布した勅令第51号「本初子午線経度計算方及標準時ノ件」を以て、東経135度線は日本の標準時を計算によって決定する際の基準となる子午線に指定された。これに基づく最初の標準時は1888年（明治21年）1月1日午前0時0分より内務省地理局観象台から電信により各地に通報されて利用された。
なお、2014年現在、国立天文台が決定及び現示する中央標準時と情報通信研究機構が標準電波 (JJY) などで通報する標準時は、どちらも協定世界時 (UTC) を東経135度分の時差である9時間進めた時刻である。